# 山口県道・島根県道3号新南陽津和野線
山口県道・島根県道3号新南陽津和野線（やまぐちけんどう・しまねけんどう3ごう しんなんようつわのせん）は山口県周南市政所（まどころ）2丁目と島根県鹿足郡津和野町枕瀬を結ぶ県道（主要地方道）である。

## 概要

### 路線データ
- 起点 : 山口県周南市政所2丁目・政所交差点（山口県道178号新南陽停車場線・山口県道347号下松新南陽線交点）
- 終点 : 島根県鹿足郡津和野町枕瀬・枕瀬交差点（国道9号交点）

## 歴史
- 1954年1月20日 建設省（当時）告示第16号により山口県道・島根県道徳山日原線が主要地方道に認定される。
- 1954年11月16日山口県告示第761号および1955年2月4日島根県告示第62号により山口県道・島根県道徳山日原線が認定される。
- 1966年1月1日 沿線に存在した都濃郡都濃町が徳山市（当時）に編入される。
- 1970年11月1日 都濃郡南陽町が市制施行して新南陽市に移行する。
- 1972年3月21日 山口県告示第212号及び島根県告示第210号により山口県道・島根県道新南陽日原線に改称される。
- 1972年8月1日 島根・山口両県の県道番号再編に伴い山口県道・島根県道3号新南陽日原線に改称される。
- 1993年（平成5年）5月11日 - 建設省から、県道新南陽日原線が新南陽日原線として主要地方道に指定される[1]。
- 2003年4月21日 新南陽・徳山両市と熊毛郡熊毛町、都濃郡鹿野町が対等合併して周南市が発足したことに伴い起点の地名表記が変更される（新南陽市政所2丁目→周南市政所2丁目）
- 2005年9月25日 鹿足郡津和野・日原両町が対等合併して改めて鹿足郡津和野町が発足したことに伴い終点の地名表記が変更される（鹿足郡日原町枕瀬→鹿足郡津和野町枕瀬）。
- 2005年10月1日 鹿足郡六日市町と柿木村が対等合併して鹿足郡吉賀町が発足したことに伴い、経由地の地名が変更される（鹿足郡柿木村→鹿足郡吉賀町）。
- 2006年3月22日 山口県告示第159号および同年3月31日島根県告示第362号により現行の路線名称に変更される。

## 路線状況

### 重複区間
- 国道376号（周南市大道理 地内）
- 国道315号（周南市大道理 - 周南市大潮間）
- 島根県道226号柿木津和野停車場線（鹿足郡吉賀町福川 - 鹿足郡吉賀町柿木間）
- 国道187号（鹿足郡吉賀町柿木 - 鹿足郡津和野町枕瀬・枕瀬交差点〔終点〕間）

### 主な橋梁
- 間上大橋（周南市上村 - 周南市四熊間、富田川）
- 川上大橋（周南市四熊 - 周南市川上間、富田川）
- 垂門橋（周南市大道理 - 周南市鹿野下間、錦川）

### トンネル
- 一の瀬隧道（周南市四熊）
- 大魚トンネル（鹿足郡津和野町左鐙、延長：285m）
- 新晩越トンネル（鹿足郡津和野町左鐙 - 鹿足郡津和野町枕瀬間、延長：401.5m）
- 犬戻トンネル（鹿足郡津和野町枕瀬、延長：415m）

## 地理

### 通過する自治体
- 山口県
  - 周南市
- 島根県
  - 鹿足郡吉賀町
  - 鹿足郡津和野町

### 交差する道路
| 交差する道路                                                        | 都道府県名 | 市町村名 | 市町村名 | 交差する場所          | 交差する場所      |
| ------------------------------------------------------------------- | ---------- | -------- | -------- | --------------------- | ----------------- |
| 山口県道178号新南陽停車場線 山口県道347号下松新南陽線               | 山口県     | 周南市   | 周南市   | 政所（まどころ）2丁目 | 政所交差点 / 起点 |
| 国道2号                                                             | 山口県     | 周南市   | 周南市   | 下上（しもかみ）      | 土井交差点        |
| 山口県道321号和田上村線                                             | 山口県     | 周南市   | 周南市   | 上村（じょうそん）    |                   |
| 国道376号 重複区間起点                                              | 山口県     | 周南市   | 周南市   | 大道理（おおどうり）  | 瀬戸兼交差点      |
| 国道376号 重複区間終点                                              | 山口県     | 周南市   | 周南市   | 大道理                |                   |
| 国道315号 重複区間起点                                              | 山口県     | 周南市   | 周南市   | 大道理                |                   |
| 山口県道179号金峰徳山線                                             | 山口県     | 周南市   | 周南市   | 大向                  |                   |
| 山口県道9号徳山徳地線                                               | 山口県     | 周南市   | 周南市   | 鹿野中                | 田原交差点        |
| E2A 中国自動車道                                                    | 山口県     | 周南市   | 周南市   | 鹿野上                | 30 鹿野IC         |
| 国道315号 重複区間終点                                              | 山口県     | 周南市   | 周南市   | 大潮                  |                   |
| 島根県道・山口県道123号柿木山口線                                   | 島根県     | 鹿足郡   | 吉賀町   | 椛谷（かばたに）      |                   |
| 島根県道226号柿木津和野停車場線 重複区間起点                        | 島根県     | 鹿足郡   | 吉賀町   | 福川                  |                   |
| 国道187号 重複区間起点 島根県道226号柿木津和野停車場線 重複区間終点 | 島根県     | 鹿足郡   | 吉賀町   | 柿木                  |                   |
| 島根県道189号匹見左鐙線                                             | 島根県     | 鹿足郡   | 津和野町 | 左鐙（さぶみ）        |                   |
| 島根県道312号須川谷日原線                                           | 島根県     | 鹿足郡   | 津和野町 | 日原                  |                   |
| 国道9号 国道187号 重複区間終点                                      | 島根県     | 鹿足郡   | 津和野町 | 枕瀬                  | 枕瀬交差点 / 終点 |

### 沿線にある施設など
- 山口県立新南陽高等学校
- 周南市役所菊川支所
- 川上ダム・菊川湖
- 向道ダム・向道湖
- 山口県立徳山高等学校鹿野分校
- 吉賀町役場柿木分庁舎
- 津和野町役場

### 自然景観
- 錦川
- 高津川

### 名所・旧跡・観光地
- 永源山公園
- せせらぎの里右ヶ谷
- 道の駅かきのきむら
- 日原天文台
- 枕瀬山キャンプ場

### 主な峠
- 大峠（周南市大道理）
- 小峰峠（山口・島根県境）